# 雷池镇
雷池镇，原为雷池乡，是中华人民共和国安徽省安庆市望江县下辖的一个乡镇级行政单位。2022年8月，撤乡设镇。区划代码改为340827109。

## 行政区划
雷池镇下辖以下地区：
青草湖社区、雷港社区、东洲社区、雷池村、杨长村、三河村、雷江村、套口村、西联村、莲花洲村、双新村和沟口村。